# Cataracte de Gocta
La cataracte de Gocta, connue localement comme La Chorrera, est une cascade qui se trouve à proximité des hameaux péruviens de Cocachimba et de San Pablo, dans le district de Valera, province de Bongará, département d’Amazonas, dans le Nord du Pérou. 

## Histoire
Les voisins du lieu ont toujours connu cette cascade sous le nom de Gocta. Chorrera, est le mot qu'emploient les habitants de Coca et de Cocachimba pour une « chute d'eau ». Dans la même vallée il y a environ 22 chutes.
En mars 2006, un groupe d'explorateurs avec à leur tête l'Allemand Stefan Ziemendorff, a décidé de prendre les mesures topographiques de la cascade et a découvert que ses 540 mètres de chute libre, en faisaient la quinzième plus grande chute libre d'eau du monde. 
Ziemendorff, avait remarqué que le lieu ne figurait sur aucune carte à cause de son éloignement, malgré le fait que les habitants connaissaient la chute. Ils ont en effet toujours caché l'existence de Gocta par crainte des légendes et des mythes qui défendent le lieu.

## Description
La hauteur totale de la cascade est de 771 m ce qui la place au cinquième rang mondial des cascades. Les eaux de Gocta proviennent des prairies de Corobamba, au confluent des ruisseaux Upa et Zuta, dans la province de Bongará.
La chute se trouve à trois heures de marche en passant par une vallée, depuis le hameau de Cocachimba. Aux alentours, on peut admirer un total de 22 chutes d'eau ; certaines d'une beauté impressionnante, spécialement à la période des pluies.  
L'Institut Géographique National (es) (IGN) du Pérou a réalisé une recherche dans la zone de Bongará, zone où la chute de Gocta se trouve. Cette étude a déterminé que la chute de Yumbilla - elle se trouve aussi aux environs de Chachapoyas dans le district de Cuispes - avec une hauteur qui dépasse les 895,4 mètres, est plus haute que celle de Gocta.  

## Légendes
Il existe deux légendes à propos de cette chute : l'une se rattache à une belle sirène blonde aidée par un serpent géant qui gardait un pot d'or. L'autre parle du villageois Juan Mendoza qui a disparu, enchanté par les roches qui existent derrière la chute. 
L'existence d'une belle sirène aux cheveux blonds qui poursuivait les hommes dans le lit de Gocta ou la présence d'une bassine d'or jalousement protégée par un énorme serpent dans le puits principal de la chute étaient les motifs principaux pour lesquels les jeunes ont vécu à l'écart de la chute. Telle était la crainte d’être atteint par une malédiction, que durant plus d'un demi-siècle les paysans ont évité de cultiver aux alentours. 
María Celinda Yalta Reina, une habitante, se rappelle que la peur a augmenté quand a surgi la légende de l'agriculteur Juan Mendoza Rojas qui aurait été mystérieusement enchanté par l'une des roches géantes qui se trouvent derrière la chute.

## Tourisme

### Parcours
La chute de Gocta est visitée par de nombreux touristes, lesquels commencent leur parcours depuis la ville de Chachapoyas.  
Depuis cette ville, il faut prendre la route de Pedro Ruiz jusqu'au pont Cocahuaico, qui se trouve à une heure de distance. De là, il faut monter pendant 20 minutes par une piste jusqu'au village de Cocachimba, où commence une longue promenade (2 à 3 h) pendant laquelle, on peut apprécier la faune et la flore de la côte et de la montagne. 
La cascade pendant la saison des pluies (de décembre à mars) est majestueuse avec un fracas que l'on entend depuis Cocachimba. Pendant la saison sèche, la chute est réduite ; mais pour la plupart des gens, la visiter est une expérience inoubliable et unique.

### Création d'une zone réservée
Les autorités de la région d’Amazonas font des démarches pour protéger la zone, ses espèces précieuses de flore et de faune, et pas seulement pour les Péruviens. Cette merveille située en Amazonie a obtenu la quatrième place dans la liste des chutes les plus "hallucinantes" du monde, élaborée par le prestigieux journal 'El País'.
Dès 2007, une planification a été élaborée afin de recevoir les touristes, l'infrastructure de la zone n'étant pratiquement pas développée, il était nécessaire d'améliorer les routes d'accès à la zone et les services basiques d'eau, d'égouts, de logement et de restauration des lieux habités les plus proches. Ce processus de développement prit à peu près un an et demi ou deux ans. Par la suite, des plans ont été imaginés pour englober la chute à l'intérieur d'une réserve naturelle dans la forêt, car il s'agit d'une zone qui est encore vierge avec des espèces précieuses de flore et de faune qui habitent dans la zone voisine de la chute, quelques-unes en voie d'extinction.  
Il faut préciser que la municipalité de Chachapoyas a planifié la promotion de la chute et va tenter que son nom soit inclus d'une manière définitive dans la liste de projets soutenus par la National Geographic Society.